# Поколение
 За полския филм вижте Поколение (филм).  
Поколението е резултатът от акта на създаване на потомство чрез биологичния процес на размножаването. В по-общ план може да се отнася до създаването на нещо неодушевено – идеи, технологии, електроника и техника. В този случай се извършва подобряване в технологично отношение.
Процесът, при който популациите от организми придобиват нови приспособителни черти от поколение на поколение, се нарича еволюция.